# Золотий обруч (опера)
«Золотий обруч» також відома як «Золотий вінець», «Захар Беркут», та «Беркути» — опера українського композитора Бориса Лятошинського на лібрето Якова Мамонтіва за мотивами повісті Івана Франка «Захар Беркут». Увертюра, з лібрето Мамонтова, написана Лятошинським у 1929 році з наказу наркому освіти УРСР. Опера була вперше поставлена у 1930 році у Одеській, Київській та Харківській операх.
- В Одесі прем'єра опери відбулася 26 березня 1930 року під назвою «Захар Беркут» (режисер С. Бутовський, диригент С. Столерман, балетмейстер М. Болотов)[5].
- Київська опера 1 жовтня відкрила оперою (під назвою «Беркути») сезон 1930—1931 рр. (режисер В. Манзій, художник і сценограф О. Хвостенко-Хвостов, провідні партії виконували І. Паторжинський (Захар Беркут), С. Данченко (Максим Беркут), М. Литвиненко-Вольгемут (Мирослава)[5].
- 14 жовтня 1930 року прем'єра опери відбулася у Харкові (режисер М. Форрегер, диригент А. Маргулян та художник А. Петрицький, провідні партії виконували Є. Циньов (Захар Беркут), В. Дідківський (Максим Беркут), М. Зубарєв (Тугар Вовк), О. Бишевська (Мирослава)[5].

На початку 30-х років Б. Лятошинського звинуватили у формалізмі, тяжінню до модернізму і «Золотий обруч» зник з театральних афіш.
В другій редакції опера вперше була поставлена в 1970 році у Львові, а в 1971 за цю постановку виконавський колектив і сам композитор був удостоєний (посмертно) Шевченківської премії.. В першій редакції опера складається з 4 дій і 9 картин, в другій — з 3 дій і 8 картин.

## Історія створення
Замовлення опери було здійснено в контексті тогочасної політики коренізації, яку проводив М. Скрипник, одночасно з державними замовленнями мали бути написані опери «Маруся Богуславка» (Р. Гліер); не здійснено, «Лісова пісня» (М. Вериківський), «Самійло Кішка» (Б. Яновський), «Кармелюк» (В. Костенко).
За спогадами Пилипа Козицького саме він підказав Лятошинському ідею створення твору., проте існує думка, що ідея належала лібретистові Якову Мамонтову. Лібретист вважав, що «героїчна боротьба тухольської громади своїм емоційним змістом цілком співзвучна героїчним змаганням пролетаріату»

## Постановки
Прем'єра опери у 1930 році відбулась одразу у трьох оперних театрах: Одеському (під назвою «Захар Беркут»), Київському (під назвою «Беркути»), та Харківському (під назвою «Золотий обруч»). З цих трьох найпершим оперу представила саме одеська опера — 26 березня 1930 року.
В 1970 році друга редакція опери була поставлена на сцені Львівського театру опери і балету ім. І. Франка, режисер — Д. Смолич, диригент — Ю. Луців та художник — Є. Лисик. За спогадами Ю. Луціва, ідею постановки опери йому передав тодішній головний диригент київської опери К. Симеонов, сумісно з яким композитор готував другу редакцію наприкінці 1960-х років. «…Загальний напрямок наших з К. Симеоновим думок був однаковим — від побутовізму, який в перших постановках займав суттєву нішу в драматургії опери, — в сторону епіки. Це, звичайно ж, обговорювалося з Б. Лятошинським (хоч йому було шкода деяких етнографічних моментів). Тому, я відчував моральне „добро“ на ті редакторські втручання, які робив також і згодом, під час безпосередньої підготовки до прем'єри» — згадував Ю. Луців. Ролі виконали В. Луб'яний (Захар), В. Ігнатенко (Максим), О. Врабель (Тугар Вовк), В. Лужецький (Бурунда), Н. Тичинська і Т. Дідик (Мирослава), Т. Поліщук (Мавра).
Втретє в історії Золотий обруч було поставлено в 1989 в Київському оперному, режисер — Д. Гнатюк, диригент — В. Кожухар, художник — К. Сікорський, проте на відміну від львівської постановки, ця постановка отримала критичний відгук.
У 2022 році було здійснено спробу представити оперу у дистанційному форматі силами музикантів із різних країн на платформі opera Vision, проте цей мистецький проект втрачено. У 2024 році плани щодо відновлення опери анонсувала Львівська опера.

## Характеристика
Опера «Золотий обруч» завдяки історичному сюжету з XIII століттю давала можливість змалювати і образи українського народу, і трагічну любов, і фантастичних персонажів. Звернення до стародавньої історії українського народу надало композиторові можливість багатогранно змалювати побут народу, трагічні, ліричні і фантастичні образи.
Настільки ж різноманітна і музична мова опери зі складною системою лейтмотивів, безперервним симфонічним розвитком.
Композитор широко використав західноукраїнські народні мелодії; всього у творі за основу взято 4 галицьких народних мелодій. У цілому музику можна поділити на дві частини: музика, яка характеризує тухольців, та музика, яка характеризує татар.
Загалом ця опера має розгалужену систему лейтмотивів і характеризується безперервним симфонічним розвитком.

## Лібрето
Подається в 2-й редакції

### Дійові особи
- Захар Беркут, голова гірського селища Тухля, бас
- Максим Беркут, його молодший син — тенор
- Тугар Вовк, Божар — Баритон
- Мирослава, його дочка — сопрано
- Мавра, стара баба — мецосопрано
- Бурунда, начальник татарського загоду — бас
- Тухольці (чоловіки, жінки і діти), бояри, дружини, татари, татарські бранки і бранці

### 1 дія
Картина 1 — Полонина в горах Зелеменя. Стара Марва, що знається на лікарських справах, збирає трави під лісом. Тим часом безтурботна молодь грає у народну гру-зозулю й танцює.
Звук мисливських рогів сповіщає про наближення мисливської виправи місцевого боярина Тугара Вовка у супроводі його прекрасної дочки Мирослави. Бояри полюють на ведмедя і закликають молодих людей обрати найсміливіших з-поміж себе. Хлопці одностайно обирають Максима. Мирослава подобається Максимові, вона задоволена вибором, але батько звинувачує юнака в тому, що його батько, Захар, підбурює селян проти бояр. Максим свариться з боярином: за його словами, Тугар захопив землі незаконно, але боярин стверджує, що придбав Тухлю у самого галицького князя. Максим пропонує звернутися до громадського суду, але Тугар відкидає цю пропозицію. Щоб бути поруч з Мирославою, Максим приєднується до боярської свити. Барлогу ведмедя першою випадково виявляє Мирослава. Вона трубить у ріг і на допомогу з'являється Максим. Він запекло б'ється зі звіром і перемагає його. Над трупом ведмедя слідує визнання кохання між ним та врятованою дівчиною. Навіть батько Мирослава змушений висловити свою подяку герою. Максим просить руки Мирослави, але Тугар Вовк йому відмовляє, бо ж Максим — не боярського роду. Максим співає аріозо «я смерд…»
Картина 2 — Майдан довкола старого дуба.  Починається збір громадян. Старійшини приносять символи села — червоне знамено і золотий обруч. Захар Беркут сповіщає про наближення монголо-татар, що вже захопили Київ, і ні від князя Данила Романовича, ні від бояр не слід очікувати оборони, а скоріше зради. Приїжджає боярин Тугар Вовк, а старий Беркут негайно розпочинає громадський суд. Тугар стверджує, що отримав Тухлю від князя, але Беркут показує, що громада завжди була вільною і не мала господаря. Громадський суд приходить до висновку: Тугара вигнати, і зруйнувати його дім. Максиму доручено виконання вироку. Максим в розпачі — адже він має зруйнувати дім, де живе його кохана.

### 2 дія
Картина 3 — татарський табір. Татари підбадьорюють свого верховного полководця Чингісхана, тоді як полонені різних країн — перси, китайці, індіанці — повинні розважати їм танцями. Охоронець привозить до Бурунди двох відвідувачів із зав'язаними очима: Тугара Вовка та Мирославу. Тугар повідомляє начальнику, що готовий піти на татарську службу. Мирослава вважає дії батька зрадою, але їй вдається зачарувати Бурунду настільки, що вона отримує від нього кільце, що забезпечує вільний прохід через охоронців. Мирослава в розпачі — їй соромно прийняти подарунок з рук ворогів
Картина 4 — Садиба Тугара Вовка. Селяни на чолі з Максимом приїхали спалити боярський будинок. Дружина Тухара залишилися на варті, проте не чинить їм опір, навпаки, вони приєднуються до тухольців і розкривають Максиму, що Тугар і його дочка пішли невідомо куди. Селяни підпалюють панський маєток, коли зненацька з'являється монгольський загін з Тугаром. У битві татарам вдається вбити майже всіх супротивників, а Максима захоплюють живим. Але Максим встигає попросити Мавру покликати жителів села прийти звільнити його. Мавра співає аріозо «усіх, усіх поклала смерть».
Картина 5 — татарський табір. Мирослава сидить перед наметом і співає аріозо «Ніч огні запалила». Монголи приводять Максима до неї і Мирослава дає Максиму перстень, з яким він може вибратися з табору. Тим часом тухольці обійшли долину і оточили татар. Монголи готові повернути Максиму свободу, якщо жителі села відпустять їх. Але Максим готовий загинути як заручник, аби тільки тухольці не дали татарам дорогу.

### 3 дія
Картина 6 — печера Дажбога в скелях Зелеменя. Проводиться зустріч старійшин, Захар Беркут дає наказ: потрібно перегородити греблю у долині в такий спосіб, щоб монгольський табір був затоплений. Тугар Вовк з'являється разом з Мирославою і викладає пропозицію татар: якщо жителі села відкриють їх військам шлях, татари звільнять Максима і відступлять до Угорщини. Однак Захар Беркут не вірить, що його син перебуває у монгольському полоні і відмовляється від пропозиції. Люди вигнали Тухара як відступника і зрадника своєї батьківщини. Мирослава залишається і благає Захара прийняти її за свою дочку. На світанку, який посилає в печеру перші промені сонячного світла, Захар обіймає її і приймає її в свою сім'ю.
Картина 7 — Татарський табір. До табору прокрадається Мавра і дає Максимові перстень. Максим робить вигляд, що готовий вивезти монголів із долини по таємному шляху. Тугар задоволений цією пропозицією, позбавляє Максима кайданів і біжить до Бурунди. У цей час тухольці відкривають дамбу і табір починає затоплювати. У таборі панує хаос, а Максим одягає жіноче вбрання і втікає. Бурунда, помітивши втечу Максима, звинувачує Тугара у зраді і вбиває його.
(Інтермеццо)
Картина 8 — Табір тухольців. Тухольці радіють з приводу затоплення татарського війська. Втім Мирослава розуміє, що разом з татарами загинув і її батько. Тим часом Максим, тікаючи від татар дістає важке поранення. Його приносять до табору і вмирає на руках у Мирослави і Захара. Селяни оплакують загиблих і розгортають символ села — червоне знамено з золотим обручем.

## Видання
- Мамонтів, Яків (1930). Опера «Золотий обруч» (за романом Івана Франка "Захар Беркут"): лібретто опери Бориса Лятошинського на IV дії і 9 картин. передмова: П. Козицький. Харків: Рух. с. 63 стор. {{cite book}}: Недійсний |nopp=n (довідка)
- Лятошинський Б. Золотий обруч. Опера на три дії, вісім картин. Лібрето Я. Мамонтова (за повістю І. Франка «Захар Беркут»). — Київ: Музична Україна. — 1973. — 251 с.
- Борис Лятошинський. Золотий обруч. — Київ: [укрмузфонд], 1966. — 352 с.